# Straight from the Lab
Straight from the Lab è un EP non ufficiale di Eminem.

## Il disco
Consiste in sette tracce diffuse su Internet, come leak dal lavoro del rapper su The Eminem Show ed Encore.
Poiché l'EP non è ufficiale, non esiste una lista tracce fissa e spesso sono aggiunte altre canzoni estratte altrove o scambiate. Tra queste vi sono "911", "Nigga", "Tylenol Island" ed altre dei primi anni di carriera di Eminem.le frecciate ad altri rapper sono un tema ricorrente ed è il motivo per il cui, l'album è popolare

## Dissing
L'EP presenta numerose diss track mirate ad altri rapper.
- "Can-I-Bitch", traccia rivolta a Canibus in seguito a vari attachi subliminali tra i due. Il titolo è un riferimento al album Can-I-Bus.

- "Doe Rae me", anche nota come "Halie's Revenge", in collaborazione con D12 (gruppo musicale) e Obie Trice. Traccia rivolta a Ja Rule in risposta a "Loose Change", dove egli attaccava Eminem e la sua famiglia, in particolare la figlia Hailie Jade Scott Mathers. Nella canzone, Eminem attacca in parte la Murder Inc. Records e Benzino (cantante).

- La traccia "Bully", rivolta a Benzino e in parte a Ja Rule e alla Murder Inc. Records.

## Tracce
1. "Monkey See Monkey Do" (Featuring 50 Cent)

°attacco a Ja Rule
1. "We as Americans"/"We Are Americans"

°con censure ed effetti sonori extra con il titolo "We as Americans", sul disco bonus di Encore.
1. "I Love You More"

°Intitolata "Love You More" sul disco bonus di Encore.
1. "Can-I-Bitch"

°attacco a Canibus
1. "Bully"

°attacco a Benzino
1. "6 In The Morning"

°interpretata dai D12 e presente nell'album D12 World
1. "Doe Rae Me" (con i D12 ed Obie Trice)

°attacco a Ja Rule; la versione originale aveva un'intro più ampia

### Versione europea
In Europa uscì nel 2003 Straight from the Lab, sotto la Universal Music Group.
Tracce
1. "Monkey See Monkey Do"
2. "We Are Americans"
3. "I Love You More"
4. "Can-I-Bitch"
5. "Bully"
6. "Come On In" ("6 In the Morning" in D12 World, album dei D12)
7. "Doe Rae Me"